# Арион, Эракле
Эракль (Эракле, Эраклие) Арион (Eracle (Eraclie) Arion) (24.02.1838, Бухарест, — 07.09.1903, там же) — румынский военный деятель, дивизионный генерал (1902).
Представитель дворянского рода, известного с 17-го века. Рос в многодетной семье (16 детей).
Окончил Офицерскую школу (1855—1857), где получил звание унтер-лейтенанта. С 1857 по 1861 год учился в Политехнической школе в Париже и Артиллерийско-инженерной школе в Меце. Лейтенант (1861), капитан (1864), майор (1868), подполковник (1870).
В 1861—1864 гг. командир подразделений Первого артиллерийского полка Румынской армии. В 1864—1870 гг. офицер Генерального штаба артиллерии военного министерства. С 1870 по 1875 год командовал Вторым артиллерийским полком.
С 1875 года в звании полковника — шеф артиллерии Генерального штаба. В 1877 году по его предложению в состав каждой пехотной дивизии был включен артиллерийский полк, а общее количество таких полков увеличилось на два. Настоял на том, чтобы Румынская армия оснащалась немецкими 87-мм пушками фирмы Фридриха Круппа.
Участвовал в Русско-турецкой войне 1877—1878 гг., в результате которой Румыния получила независимость. Присутствовал при капитуляции Османа Нури-паши.
В мае 1883 года возглавлял румынскую делегацию на коронации императора Александра III.
С 1883 по 1892 год в звании бригадного генерала — Генерал-инспектор артиллерии. В 1893—1902 гг. командир 2-го армейского корпуса. Одновременно с 1895 по 1903 год военный губернатор Бухареста. В 1902 году присвоено звание дивизионного генерала.
Скоропостижно умер 7 сентября 1903 года.
Имел множество румынских и иностранных наград, в числе которых Большой крест Железного креста (Пруссия), Орден Звезды Румынии, российские ордена Святого Владимира 4-й степени и Святой Анны 2-й степени.
В его честь названа улица в Бухаресте.
Жена — Севастия Александреску (ум. 1923). Четверо детей: Николаус, Зоя, Виорика и Маргарета.